# Gustaw Dąbrowski

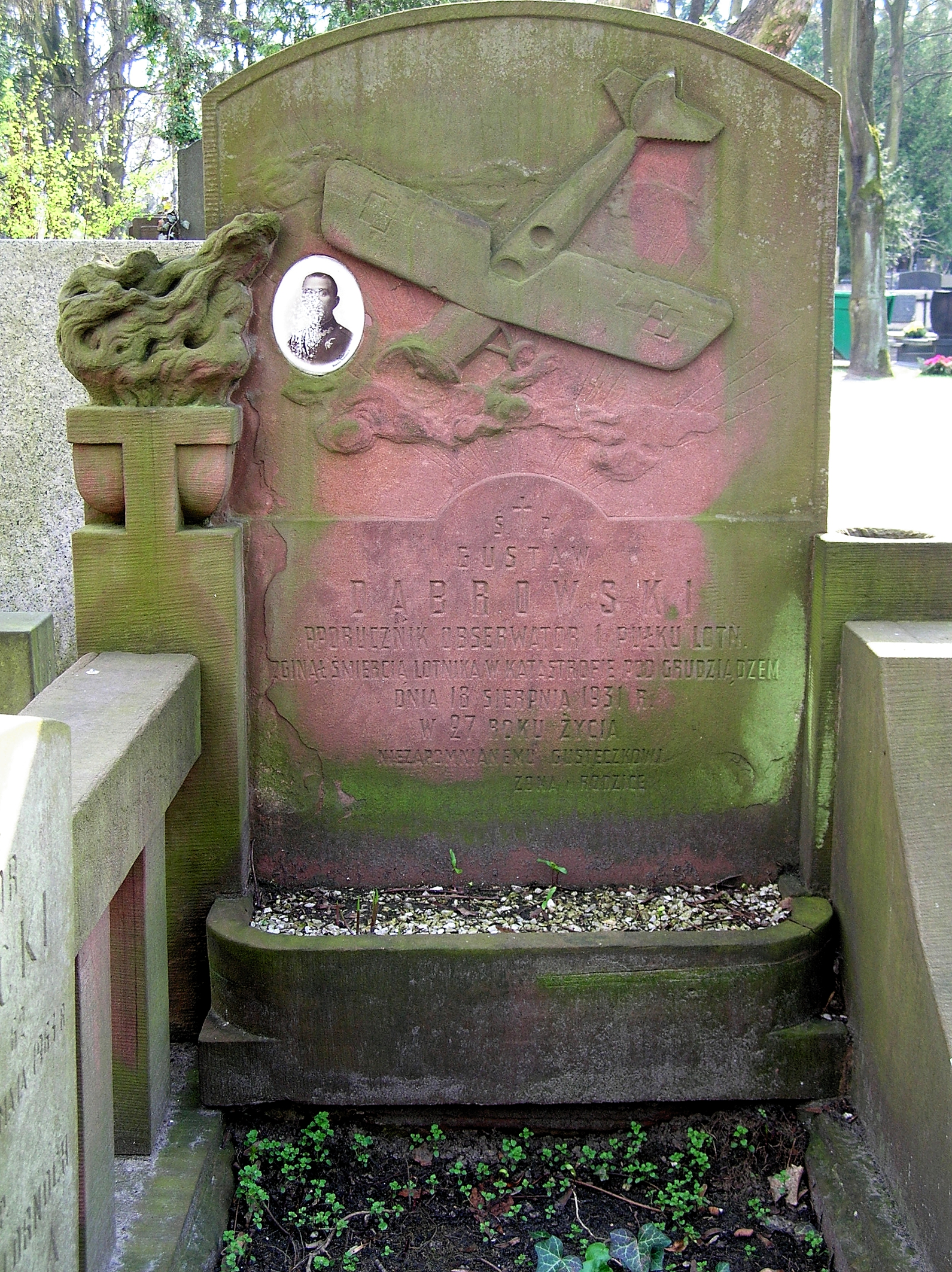
Grób G. Dąbrowskiego na Wojskowych Powązkach

Gustaw Stanisław Dąbrowski (ur. 14 sierpnia 1904 w Krzymowskie, zm. 18 sierpnia 1931 w Bzowie k. Świecia) – oficer Wojska Polskiego, porucznik obserwator.

## Życiorys
Syn Maksymiliana i Stanisławy z domu Wysokińskiej. 26 lipca 1920 roku zgłosił się ochotniczo do służby w 11. Pułku Ułanów Legionowych i w jego składzie brał udział w wojnie polsko-bolszewickiej. Po zakończeniu działań wojennych został przeniesiony do I Dyon Ułanów Górnośląskich, gdzie służył do 16 sierpnia 1921 roku. Został zwolniony z wojska w celu kontynuowania nauki. Po uzyskaniu matury wstąpił 23 sierpnia 1924 roku do Szkoły Podchorążych Piechoty w Warszawie oraz odbył praktyki w 34. Pułku Piechoty.
W sierpniu 1925 roku został przyjęty do Oficerskiej Szkoły Lotniczej w Grudziądzu, którą ukończył w 1927 r. z 25 lokatą. W stopniu starszego sierżanta podchorążego obserwatora otrzymał przydział do 12. eskadry lotniczej 1. Pułku Lotniczego.
W marcu 1928 roku został awansowany do stopnia podporucznika. W ramach organizacji eskadr bombowych został przeniesiony w  1930 roku do 211. Eskadry Niszczycielskiej Nocnej, a w czerwcu 1931 r. do 213 Eskadry Niszczycielskiej Nocnej. Również w 1931 roku otrzymał awans na stopień porucznika.
18 sierpnia 1931 roku brał udział w nocnym locie treningowym w Lotniczej Szkoły Strzelania i Bombardowania w Grudziądzu. Wystartował na samolocie Fokker F-VIIB/3m (nr 70.16) z załogą w składzie plut. pil. Jan Kibler, por. obs. Michał Mazurek, plut. strz. płatowcowy Jerzy Daszkiewicz. Z powodu awarii silników samolot lądował przymusowo w Bzowie k. Świecia. W wyniku pożaru cała załoga zginęła. Zginął również por. obs. Michał Mazurek, adiutant Komendanta Lotniczej Szkoły Strzelania i Bombardowania.
Został pochowany na Cmentarzu Wojskowym na Powązkach, kwatera B 17, rząd 3, grób: 1.